# Lucky Star (Lied)
Lucky Star ist ein Lied Madonnas aus dem Jahr 1983, das sie selbst schrieb und das von Reggie Lucas produziert wurde. Es erschien in ihrem ersten Album Madonna und wurde daraus im September des Jahres als vierte Single ausgekoppelt.

## Geschichte
Von 1982 bis 1983 arbeitete Madonna an ihrem ersten Album. Allerdings hatte sie anfänglich nicht viel Material, um die LP zu füllen und ließ sich helfen. Dieser Song zählt zu denjenigen, die sie allein schrieb. Zu Promotionszwecken erlaubte Madonna einem der Produzenten, dem DJ Mark Kamins, den Song in seinem Club Danceteria, in dem er als DJ arbeitete, zu spielen. Ursprünglich sollte auch das Album nach dem Song benannt werden, doch aus kommerziellen Gründen nannte man es nach ihr. Das Lied hatte zunächst vor Holiday veröffentlicht werden sollen. Zum Zeitpunkt der Auskopplung war Holiday dann in den Vereinigten Staaten schon ein großer Dancehit.
Obwohl einige Quellen März beziehungsweise August 1984 für die Veröffentlichung angeben, sind jedoch zahlreiche internationale Single-Ausgaben, auch für die USA, wo der Song erst im August 1984 die Charts erreichte, laut Cover für das Jahr 1983 nachgewiesen.

## Musikvideo
Von der Handlung und Gestaltung ist das Video recht einfach gehalten – Madonna tanzt mit zwei Backgroundtänzern in schwarzer Kleidung vor einem weißen Hintergrund.

## Coverversionen
- 1990: Henry Mancini
- 2000: Switchblade Symphony

## Trivia
Das mit Holiday getauschte Erscheinungsdatum ist der Grund für das von Bridgets Konkurrentin gewonnene Quiz des Anwaltsvereins im Film Bridget Jones – Am Rande des Wahnsinns.